# Wilhelm Claas
Eugen Karl Gustav Wilhelm Claas (* 1885 in Hagen; † 1966) war ein deutscher Hochschullehrer, Heimatforscher und Fotograf, bekannt durch seine Reihe Technische Kulturdenkmale. Er gilt als der geistige Vater des Westfälischen Freilichtmuseums Technischer Kulturdenkmäler Hagen, des späteren Westfälischen Freilichtmuseums Hagen des Landschaftsverbands Westfalen-Lippe.

## Leben
Claas wuchs in Hagen auf und studierte von 1905 bis 1911 Architektur in Hannover. Nach der Staatsprüfung für das Hochbaufach 1915 schloss sich die Ausbildung zum Baurat an; im Ersten Weltkrieg führte Claas entsprechende Tätigkeiten aus. Ab 1919 arbeitete er als Dozent an der Staatlichen Baugewerbeschule Essen. In seinen Arbeitsgebieten Stadtarchitektur, Stadttopographie und Gewerbearchitektur widmete sich Claas seiner städtischen Umgebung und ihren Veränderungen.
Claas war ein Vertreter der Heimatbewegung, die im letzten Drittel des 19. Jahrhunderts entstanden war. Claas registrierte mit architekturkritischem Ansatz die rapide Veränderung der Stadt- und Landschaftsbilder in Folge der industriellen Umwandlung. Er verbrachte insgesamt vierzig Jahre seines Lebens damit, den Lebens- und Arbeitsraum seiner Heimat in Schrift und insbesondere in der Fotografie festzuhalten. Von den 1920er-Jahren bis zu seinem Tod widmete er dieser Aufgabe seine Freizeit und Teile seiner beruflichen Arbeitszeit, als er an der Höheren Technischen Lehranstalt für Hoch- und Tiefbau in Essen unterrichtete. Claas wurde dabei von der Kulturraum-Forschung von Friedrich Ratzel (1814–1904) beeinflusst, die versuchte, anhand der räumlichen Verbreitung kultureller Phänomene so genannte Kulturkreise zu umschreiben.

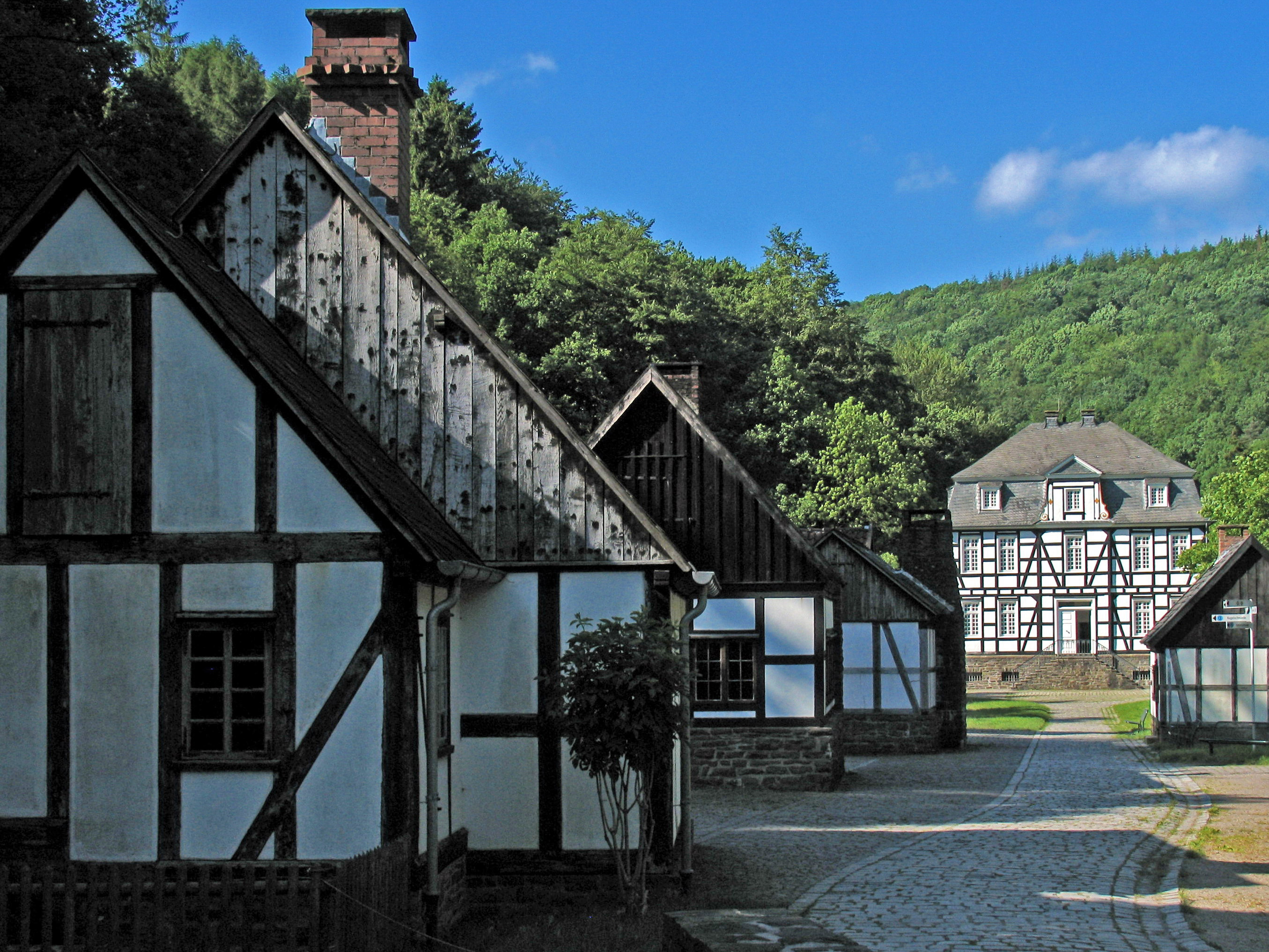
Deutsches Schmiedemuseum und Kleineisenschmieden im LWL-Freilichtmuseum Hagen

Claas übertrug das Programm der Kulturraumforschung auf sein zweites großes Arbeitsgebiet, die Beschäftigung mit Technischen Kulturdenkmalen; „sein 1939 veröffentlichtes Buch Technische Kulturdenkmale der ehemaligen Grafschaft Mark diente nicht zuletzt dazu, Zweifel an der 'Bodenständigkeit' der Werkstattgebäude zu widerlegen, deren Erhalt er verfolgte“. Bei der Beschäftigung mit dieser Architektur beschränkte er sich nicht auf Hagen und seine Umgebung, sondern erkundete technische Denkmale im Märkischen Kreis und im Bergischen Land, darüber hinaus in ganz Westfalen, daneben in kleinerem Maße bei seinen Urlaubsreisen Bayern, Österreich, Italien, die Eifel und den Hunsrück.
Im Gegensatz zu Werner Lindner, seit 1914 Geschäftsführer des Bundes Deutscher Heimatschutz, dem es mehr um die „Rekonstruktion des Arbeitsvollzugs“ ging und dabei auch das Medium Film einsetzen wollte, betonte Claas mehr die ästhetischen Bedürfnisse der Heimatschützer. Daher war sein architektonisch bestimmtes Interesse an den Kulturdenkmalen stark dokumentarisch angelegt. In seinen Aufnahmen war er bemüht, das Gefährdete festzuhalten; dabei setzte Claas die Kamera rein instrumental ein und verzichtete in seinen Schwarzweißaufnahmen weitgehend auf dramatisierende Effekte. Sein Stil zeichnet sich durch bewussten Verzicht auf alles Malerische und die Beschränkung auf das jeweils wesentliche Motiv. Beim fotografischen Nachlass von Wilhelm Claas handelt sich um Diapositive, Glasplattennegative und Negativfilme, der während des Zweiten Weltkriegs an mehreren Orten versteckt und Mitte der 1960er-Jahre im Westfälischen Freilichtmuseum Hagen wieder zusammengeführt wurde.
Da es nur in den 1930er-Jahren nur bedingt gelungen war, den Erhalt technischer Kulturdenkmäler an Ort und Stelle zum Allgemeingut zu machen, forderte Claas die Schaffung eines Freilichtmuseums technischer Kulturdenkmale, das als Zentralanlage in Hagen entstehen sollte. Wilhelm Claas hat bereits 1931 unter Berufung auf Oskar von Miller den Vorschlag für ein solches Museum in Hagen gemacht, 1936/37 auch im Auftrag der Stadt Planungen unternommen und 1939 veröffentlicht, die jedoch durch den Einschnitt des Zweiten Weltkriegs nicht mehr weiter verfolgt wurden. Die tatsächliche Umsetzung der Claas’schen Ideen erfolgte erst seit 1960 mit der Gründung eines Trägervereins und dem Beginn des Museumaufbaus, als dessen geistiger Vater Claas angesehen wird.

## Publikationen (Auswahl)
- Die technischen Kulturdenkmale im Bereiche der früheren Grafschaft Mark. Hrsg. im Auftrage der Stadt Hagen. Hagen, Westfälische Verlagsanstalt Thiebes & Co., 1939.
- Der heimatliche Friedhof – ein Rückblick und Ausblick, in: Die Heimat 10 (1928), S. 326–330
- Technische Kulturdenkmale im Bereich der ehemaligen Grafschaft Mark. (In: Hagener Beiträge zur Geschichte und Landeskunde. Hrsg.: Stadt Hagen, Heft 013). Hagen, Linnepe Verlagsgesellschaft, 1958.